# 持明院基政
持明院基政（じみょういん もとまさ、文化7年（1810年）9月27日 - 明治元年（1868年））は、江戸時代後期から明治時代にかけての公卿。
安政5年（1858年）、日米修好通商条約締結に反対し、廷臣八十八卿列参事件に参加した。

## 官歴
- 文化14年（1817年）：従五位上
- 文政3年（1820年）：正五位下
- 文政6年（1823年）：侍従
- 文政7年（1823年）：権少将、従四位下
- 文政10年（1826年）：従四位上
- 天保元年（1830年）：正四位下
- 天保9年（1838年）：従三位、権中将
- 天保13年（1842年）：正三位
- 文久元年（1861年）：右兵衛督

## 系譜
- 父：持明院基延
- 母：広橋基政の娘
- 子：持明院基和